# Morosaglia
Morosaglia [mɔʁoza(l)ja], en corse : Merusaglia, est une commune française située dans la circonscription départementale de la Haute-Corse et le territoire de la collectivité de Corse. Elle appartient à l'ancienne piève de Rostino, en Castagniccia.

## Géographie

### Situation
Morosaglia est une commune de l'intérieur, située dans l'ancienne piève de Rostino, en Castagniccia. Elle est l'entrée principale, depuis l'intérieur de l'île, du territoire de vie Castagniccia du parc naturel régional de Corse limitrophe.
Communes limitrophes

### Géologie et relief

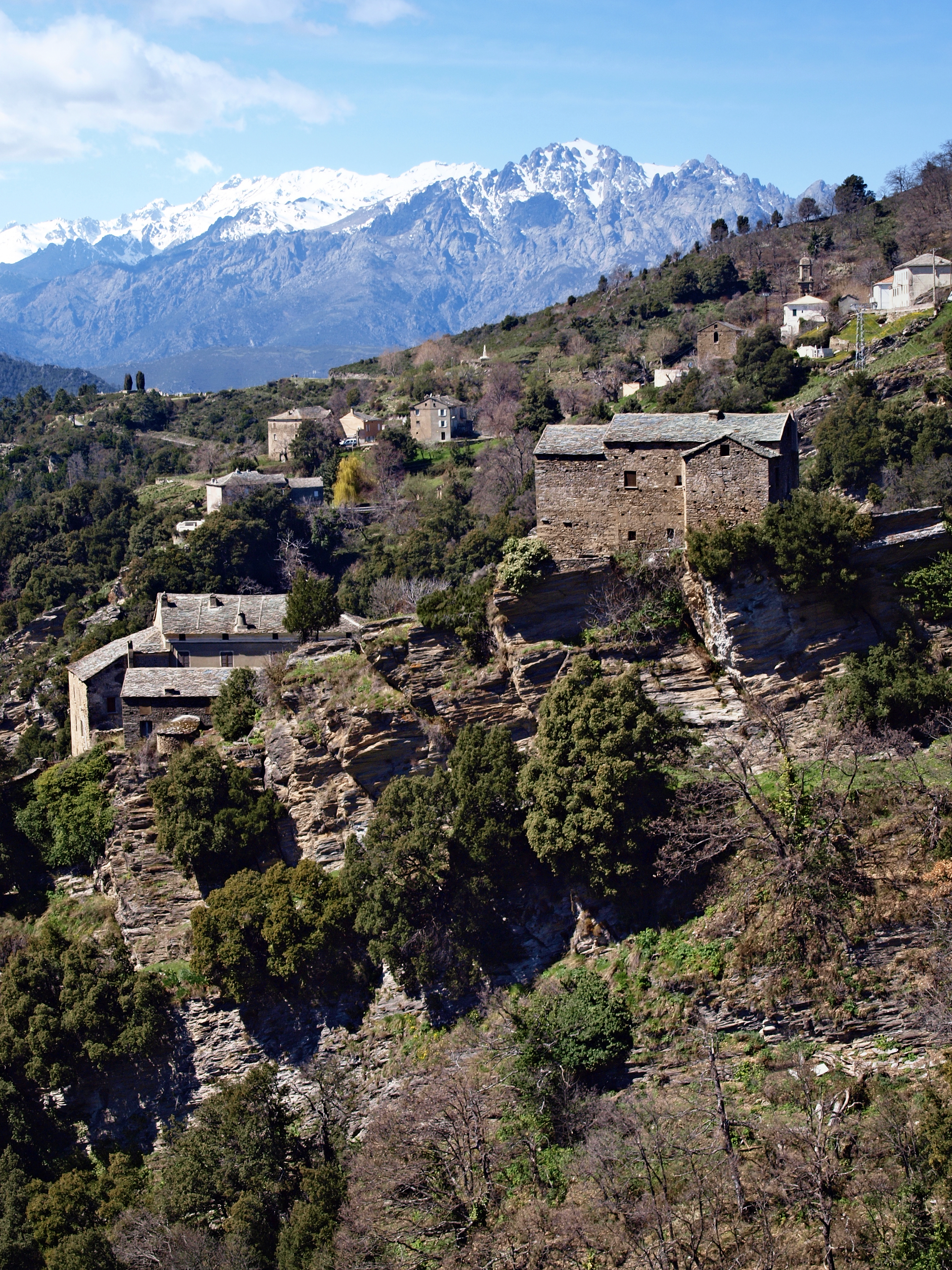
Maison de l'Alpa au hameau de Terchini.

Morosaglia se situe dans le « deçà des monts » (Cismonte en langue corse) ou Corse schisteuse au nord-est de l'île, dans le prolongement de l'arête schisteuse du Cap Corse qui se poursuit avec le massif du Monte San Petrone et se termine au sud de la Castagniccia. Ce massif est un bloc de « schistes lustrés » édifié au tertiaire lors de la surrection des alpes sur un socle hercynien, de la fin de l'ère primaire.
Commune de moyenne montagne à l'ouest de l'arête schisteuse du San Petrone, son territoire occupe une partie de la zone dépressionnaire centrale de l'île, dite « cuvette de Ponte-Leccia » ; cette zone a une couverture sédimentaire autochtone de la Corse ancienne qui est une des composantes de la Corse orientale Alpine.
Ce territoire s'étend sur une longue bande de terre orientée presque latéralement depuis le flanc du col de Prato (985 m - Quercitello) à l'est, jusqu'aux limites de la commune de Moltifao à l'ouest, représentées par une petite barre montagneuse d'environ 500 mètres d'altitude. Entre les deux coule le Golo. Il comporte un étranglement sur la partie entre Bocca di Riscamone - Bocca a Serna (altitude 696 m).

« Entre Morosaglia, où j'ai signalé plus haut des schistes quartzeux, et Ponteleccia, il y a un accident géologique des plus remarquables, je veux parler de la grande masse de roches granulitiques ou encore schisteuses, quartzeuses et calcaires qui forment la partie importante de la Cima di Pedani. Vers Bocca a Serna, à l'altitude de 700 mètres, sur les schistes gris alternant avec des lits de calcaires phylliteux et nombreuses roches vertes, intrusives, repose une granulite rose écrasée ou mylonite de la deuxième nappe, au-dessus de laquelle on trouve successivement des schistes violacés, une roche verte, gréseuse, des schistes terreux et enfin un ensemble confus de roches calcaires représentant le Rhétien et le Lias calcaire. Ces derniers sédiments sont plissés en un grand synclinal accidenté de plis secondaires. [...] Au-dessous de ces terrains du Jurassique, il y a de nouveau une agglomération de roches triasiques disposées en plusieurs plis secondaires, [...] finalement ces dernières reposent sur une masse importante de granulite rose, écrasée, appliquée sur le filon de gabbro-serpentine de la Serra Debbione, et cela entre les bornes 3 et 2 du kilomètre 79. À partir de là, jusqu'à Ponteleccia, on ne trouve que ce gabbro qui se prolonge jusque sur la rive gauche du Golo, où il supporte de nouveau des sédiments de la deuxième nappe. Vers l'Asco, il y a quelques lambeaux de schistes lustrés que l'érosion a épargnés. »

— D. Hollande in Géologie de la Corse, p. 51.
Dans la dépression de Ponte-Leccia d'où elles envahissent le San Petrone et la région de Saint-Laurent, les roches vertes abondent dans les schistes lustrés. C'est une roche spéciale dont le type ne paraît pas très répandu en dehors de l'île. Ces roches vertes appartiennent aux types des gabbros formés de feldspath labrador et anorthite, de pyroxène et de péridot avec des éléments accessoires très nombreux, parmi lesquels : « fer titane, fer oxydulé, fer oligiste, pyrite, sphène, apatite, zircon, olivine, chlorite, épidote, zoïsite, calcite, chrysotile et antigorite associés à de l'augite, du diallage, de la bronzite, de la hornblende, de l'amphibole verte, de la glaucophane, des zéolites, des produits serpentineux divers et même aussi du quartz ; éléments qui, par leur présence plus ou moins abondante ou leur absence, les distribuent en : diabases, péridotites, norites, gabbros, etc., qui, dans les variétés à olivine, donnent les serpentines ».
Limites territoriales
Le territoire communal est délimité :
- au nord, depuis le lieu-dit « Pontare », par la Tartagine jusqu'à confluence avec l'Asco, puis par l'Asco jusqu'à sa confluence avec le Golo ;
- au nord-est, par une ligne de crête orientée au sud-est, démarrant de la confluence de l'Asco et du Golo, passant par les Cima di Tozzo (470 m), Serra Debbione (679 m), Cima Barbutola (656 m), Bocca di Riscamone (600 m), puis longeant le côté inférieur de la route D 71 jusqu'à la bocca a Serna (696 m), enfin suivant une nouvelle ligne de crête jusqu'à la Cima di Campo Rotondo (1 156 m), pour atteindre la bocca di San Paolo (1 230 m) ;
- à l'est, depuis la bocca di San Paolo jusqu'à la Punta di Chiarasgioli (1 211 m), par une ligne de démarcation quasi verticale passant par la bocca di Pruno (1 114 m) ;
- au sud, depuis la Punta di Chiarasgioli, suivant un axe SE - NO, par une ligne qui ne suit pas les crêtes mais les flancs tantôt à l'adret, tantôt à l'ubac de divers petits vallons, atteignant toutefois le sommet Pedani (910 m), avant de plonger vers le cours de la Casaluna peu avant sa confluence avec le Golo ;
- à l'ouest, une partie du cours du Golo suivie d'une nouvelle ligne de crête jusqu'au lieu-dit « Pontare », constituent ses limites. Cette ligne passe par l'Orienda (566 m), la bocca Pastoreccia (396 m) et la punta di Tribbio (436 m).

### Hydrographie
Le Golo et ses affluents l'Asco et la Casaluna, sont les trois principaux cours d'eau traversant ou délimitant la partie occidentale de la commune, soit sa partie plaine. Ils sont alimentés par de nombreux petits cours d'eau, certains se jetant directement dans le Golo comme le ruisseau de Balliccione (rg).
La partie orientale de la commune, celle autour du village de Morosaglia, comporte un réseau hydrologique dense, les eaux des cours d'eau alimentant le ruisseau de Gavignaninco affluent du ruisseau de Prunitaccio.
Sous le village même coule le ruisseau de Conca qui prend plus bas le nom de ruisseau de Prunitaccio avant de se jeter dans la Casaluna.

### Climat et végétation
Le climat qui y règne est le plus contrasté de l'île, c'est-à-dire très chaud en été et très froid en hiver.
Il y est moins humide que sur le versant oriental de la chaîne du San Petrone. La couverture forestière de ce secteur est moins homogène et morcelée en différentes unités. Les peuplements forestiers sont composés de différentes essences.
La végétation montre bien la rudesse du climat. Au fond de la vallée poussent de bas chênes verts et chênes blancs ; la montée vers le village présente une maigre végétation, composée d'un maquis bas, clairsemé de genévriers cade, de chênes verts et de chênes lièges qui visiblement ont résisté aux incendies, avec des boisements épars de pins maritimes et laricio. Ce n'est qu'en approchant du col de Prato qu'on découvre la châtaigneraie.

### Voies de communication et transports

#### Accès routiers
La commune est traversée par les route territoriale 20 (ex-RN 193) et route territoriale 30 (ex-RN 197) qui se croisent à Ponte-Leccia. Le village même de Morosaglia est desservi par la route D 71 qui relie Ponte-Leccia (Morosaglia) à Prunete (Cervione) via le col de Prato (985 m) et bon nombre de villages de la « petite Castagniccia ».
On peut arriver aussi au village de Morosaglia en venant de Bisinchi via Valle-di-Rostino, par la D 15. Son intersection avec la D 71 se situe au col de Bocca à Serna (696 m), près d'un oratoire, ou depuis la vallée de la Casaluna par la D 139, en passant alors par Gavignano et Castineta.

#### Transports
Ferroviaires
Les deux voies des chemins de fer de la Corse, qui relient Ajaccio à Bastia, les deux métropoles de la Corse et Calvi - L'Île-Rousse à Bastia, se croisent à Ponte Leccia. Les bâtiments de La gare de Ponte-Leccia nouvellement rénovés, se trouvent aux abords de la route territoriale 30, à la sortie de l'agglomération en direction de Calvi.
Aériens et maritimes
Depuis Ponte-Leccia, l'aéroport le plus proche est l'aéroport de Bastia Poretta distant de 32 km ; le port de commerce le plus proche celui de Bastia à 48 km. Le port de L'Île-Rousse se trouve quant à lui distant de 42 km et celui de Calvi à 65 km.
Routiers
Il existe à Ponte-Leccia un service de taxis - ambulance et une entreprise de transports routiers.

## Urbanisme

### Typologie
Au 1er janvier 2024, Morosaglia est catégorisée bourg rural, selon la nouvelle grille communale de densité à sept niveaux définie par l'Insee en 2022.
Elle est située hors unité urbaine et hors attraction des villes,.

### Occupation des sols
L'occupation des sols de la commune, telle qu'elle ressort de la base de données européenne d’occupation biophysique des sols Corine Land Cover (CLC), est marquée par l'importance des forêts et milieux semi-naturels (87,7 % en 2018), une proportion sensiblement équivalente à celle de 1990 (88,8 %). La répartition détaillée en 2018 est la suivante : 
milieux à végétation arbustive et/ou herbacée (54,3 %), forêts (33,4 %), zones agricoles hétérogènes (7,2 %), zones urbanisées (2,7 %), cultures permanentes (2,3 %). L'évolution de l’occupation des sols de la commune et de ses infrastructures peut être observée sur les différentes représentations cartographiques du territoire : la carte de Cassini (XVIIIe siècle), la carte d'état-major (1820-1866) et les cartes ou photos aériennes de l'IGN pour la période actuelle (1950 à aujourd'hui).

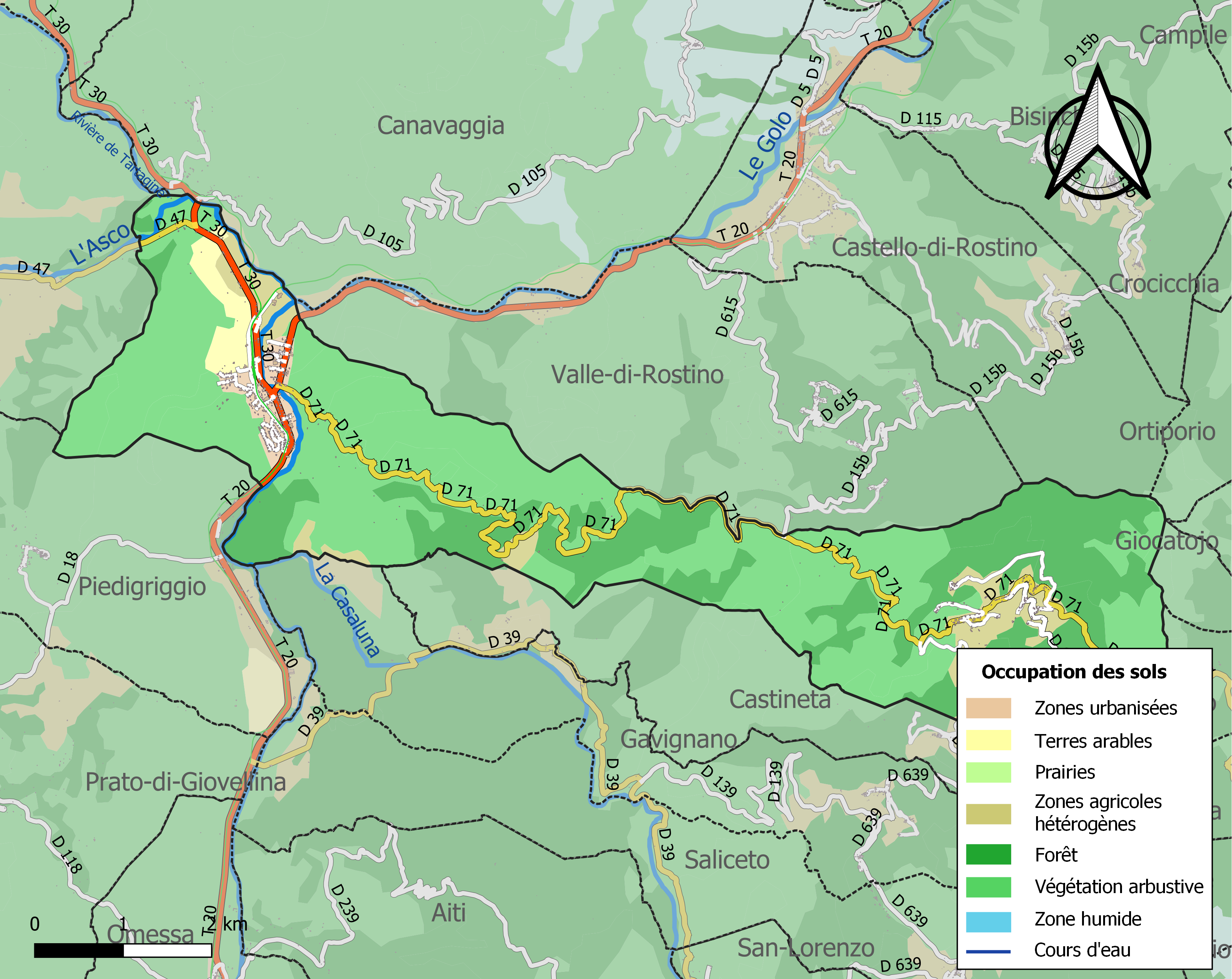
Carte des infrastructures et de l'occupation des sols de la commune en 2018 (CLC).

### Morosaglia

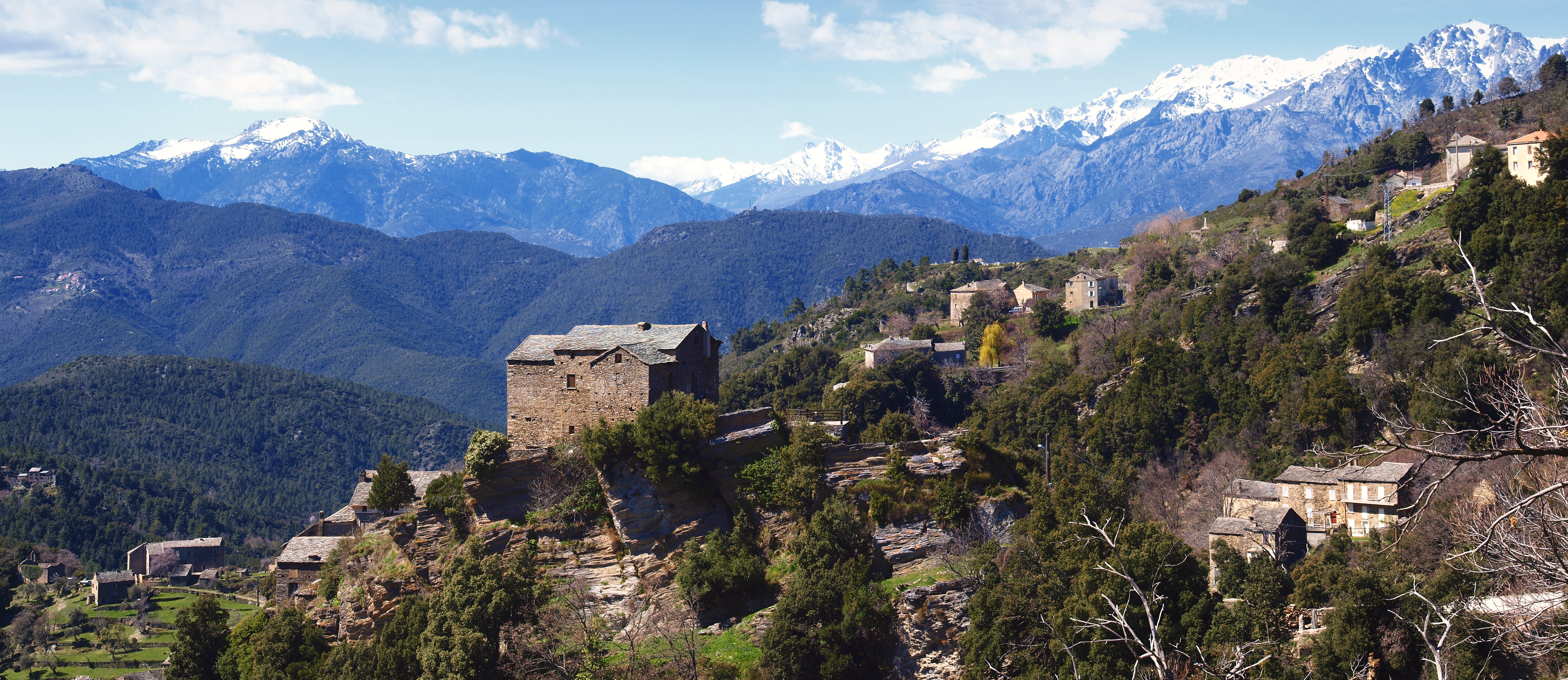
Vue de Terchini.

Les principaux hameaux et quartiers de Morosaglia sont Convento, Rocca Soprana, Rocca Sottana, Stretta, Collu, Querceto, Terchini, Tabonzuli, Sevasi, la plupart accrochés à la montagne, certains édifiés sur des pitons rocheux, au bord de falaises schisteuses. L'ensemble du bâti est ancien, avec de nombreuses maisons en schiste, la pierre locale, avec couverture de lauze. Beaucoup de constructions ont été restaurées à l'identique, d'autres sont à l'état d'abandon, ruinées comme la chapelle Sant' Andria en bas du hameau de Querceto.
Ce remarquable village est coiffé d'un mamelon surmonté de l'église romane Santa Reparata. Il fait face au monte San Petrone dont les pentes sont recouvertes de hêtres vers le sommet et de châtaigniers à l'étage inférieur, et qui se trouve à environ cinq kilomètres « à vol d'oiseau ».
Morosaglia est la patrie de Pascal Paoli né en 1725 au hameau de Stretta. Un musée a été créé dans sa maison natale. Sa statue trône à l'entrée du village, au-dessus de la D 71, face au monument aux morts. Elle a été érigée en 1953.

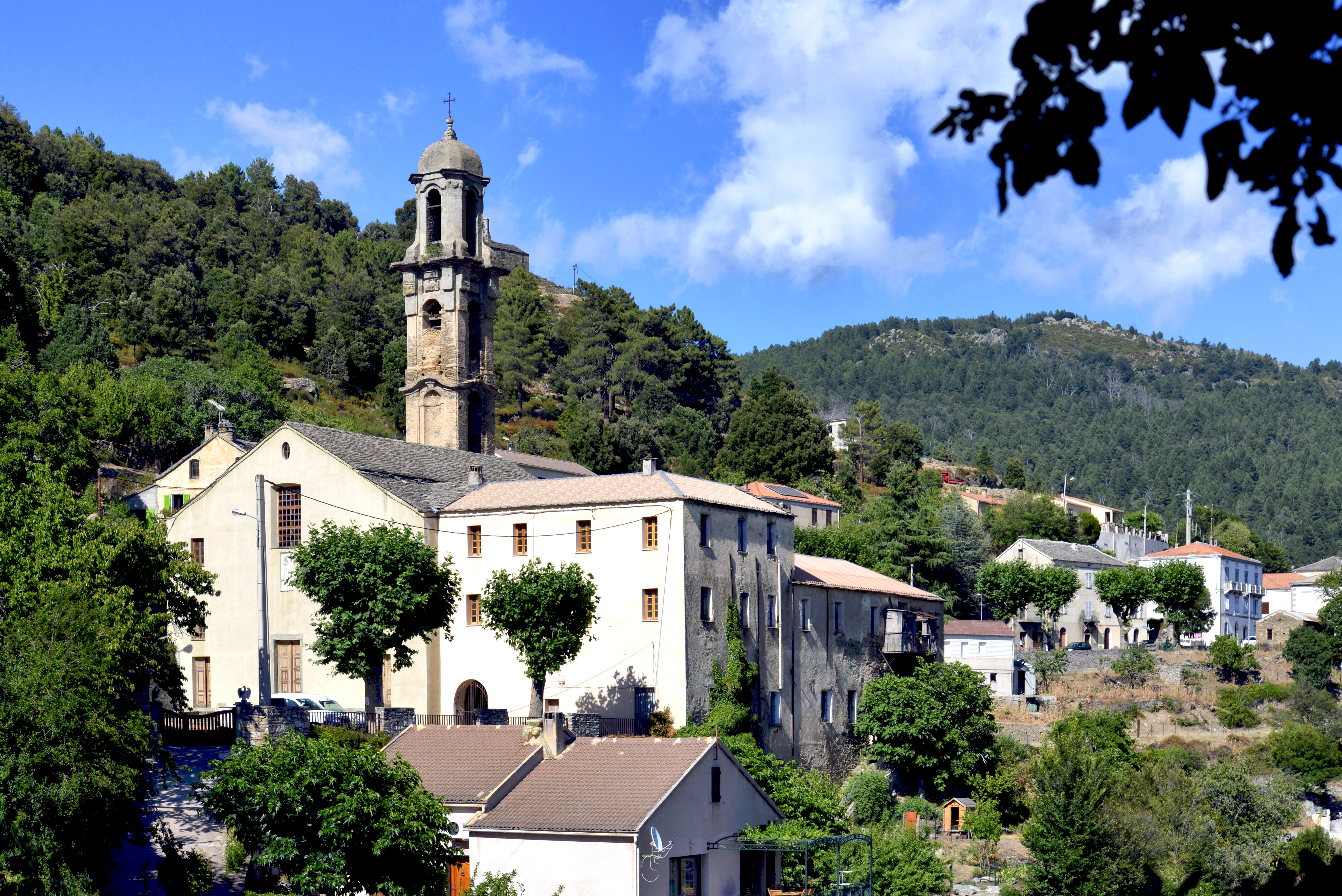
Convento.
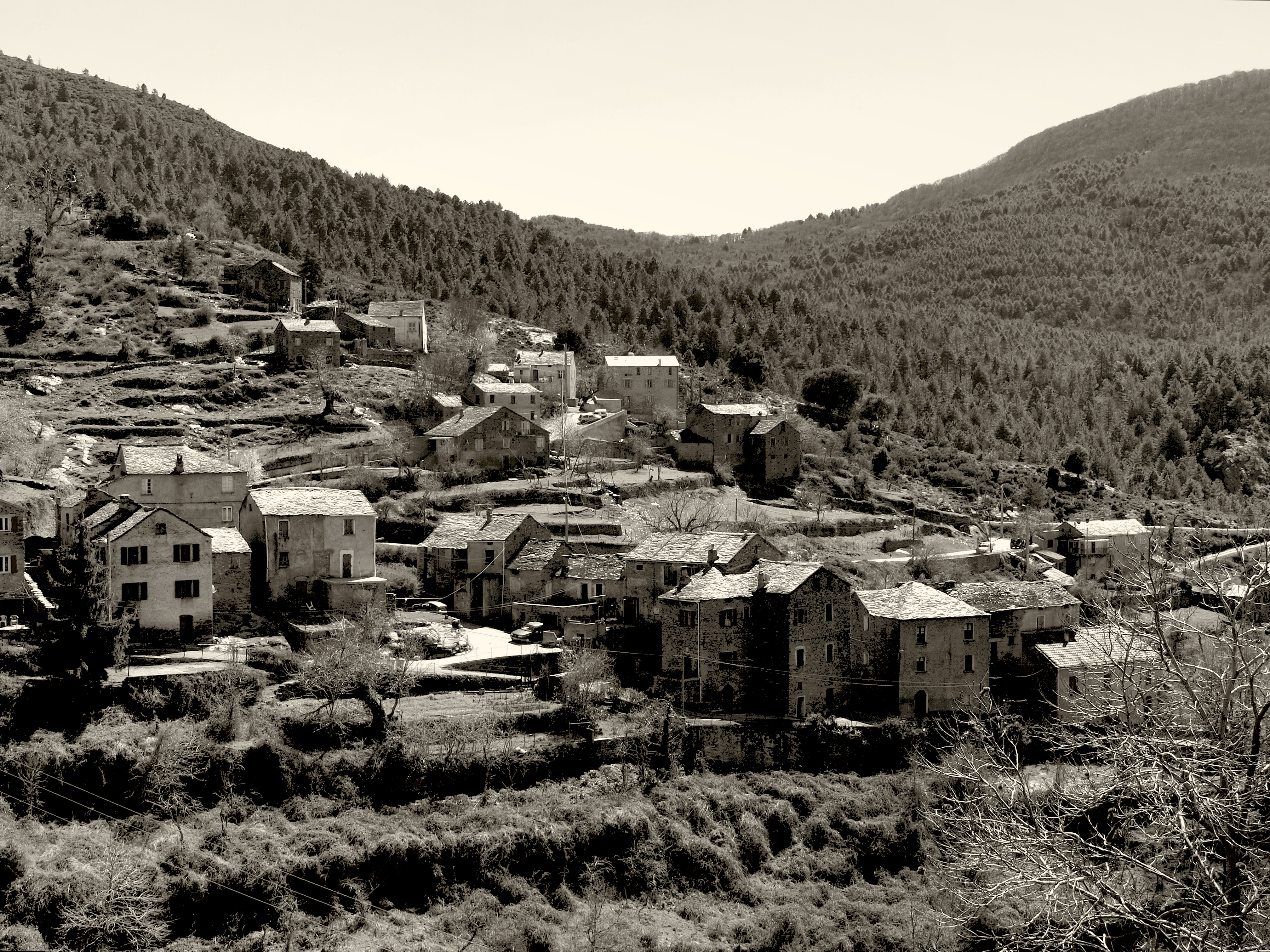
Terchini et Colle.
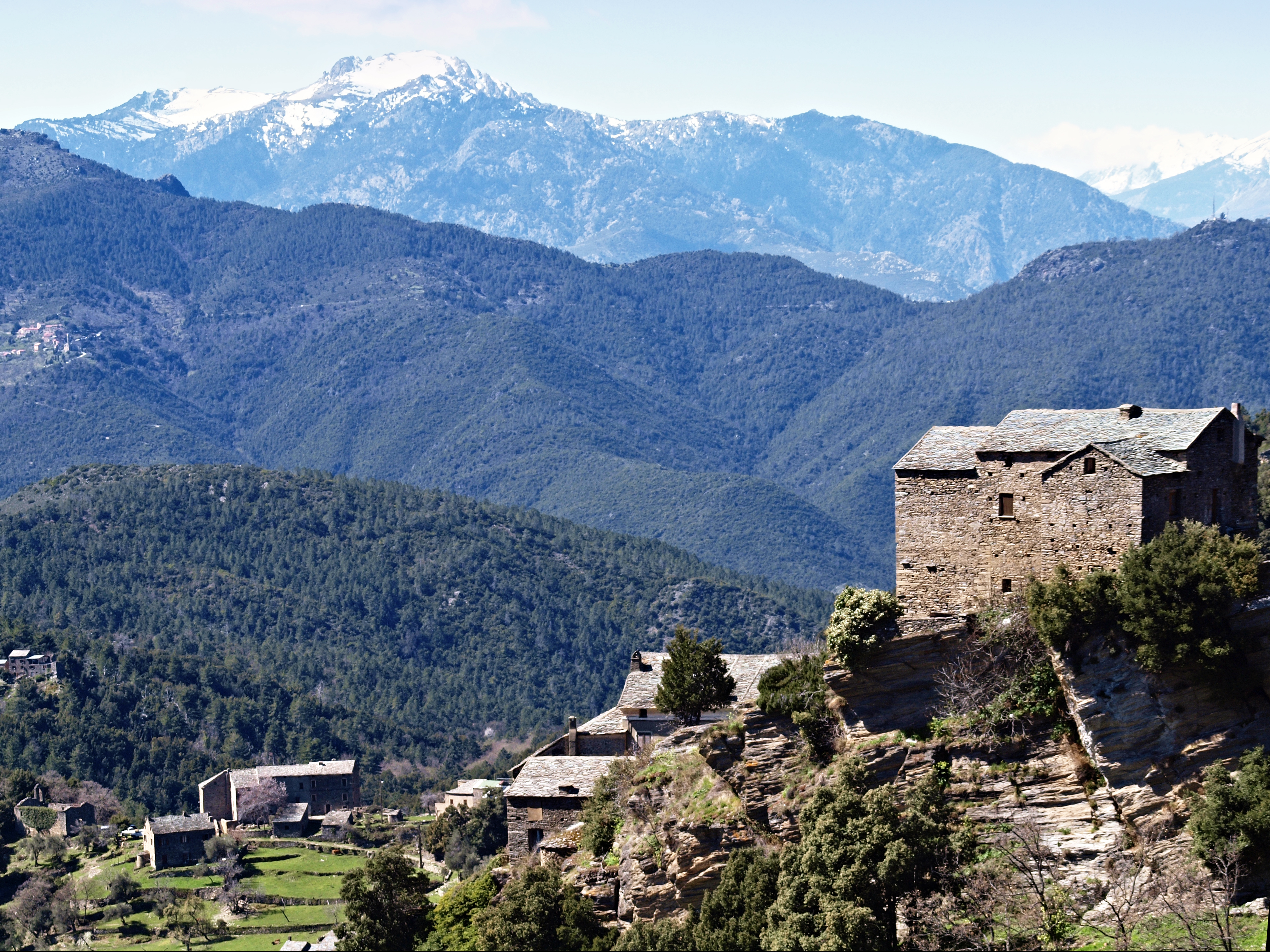
Maison de l'Alpa et la chapelle.
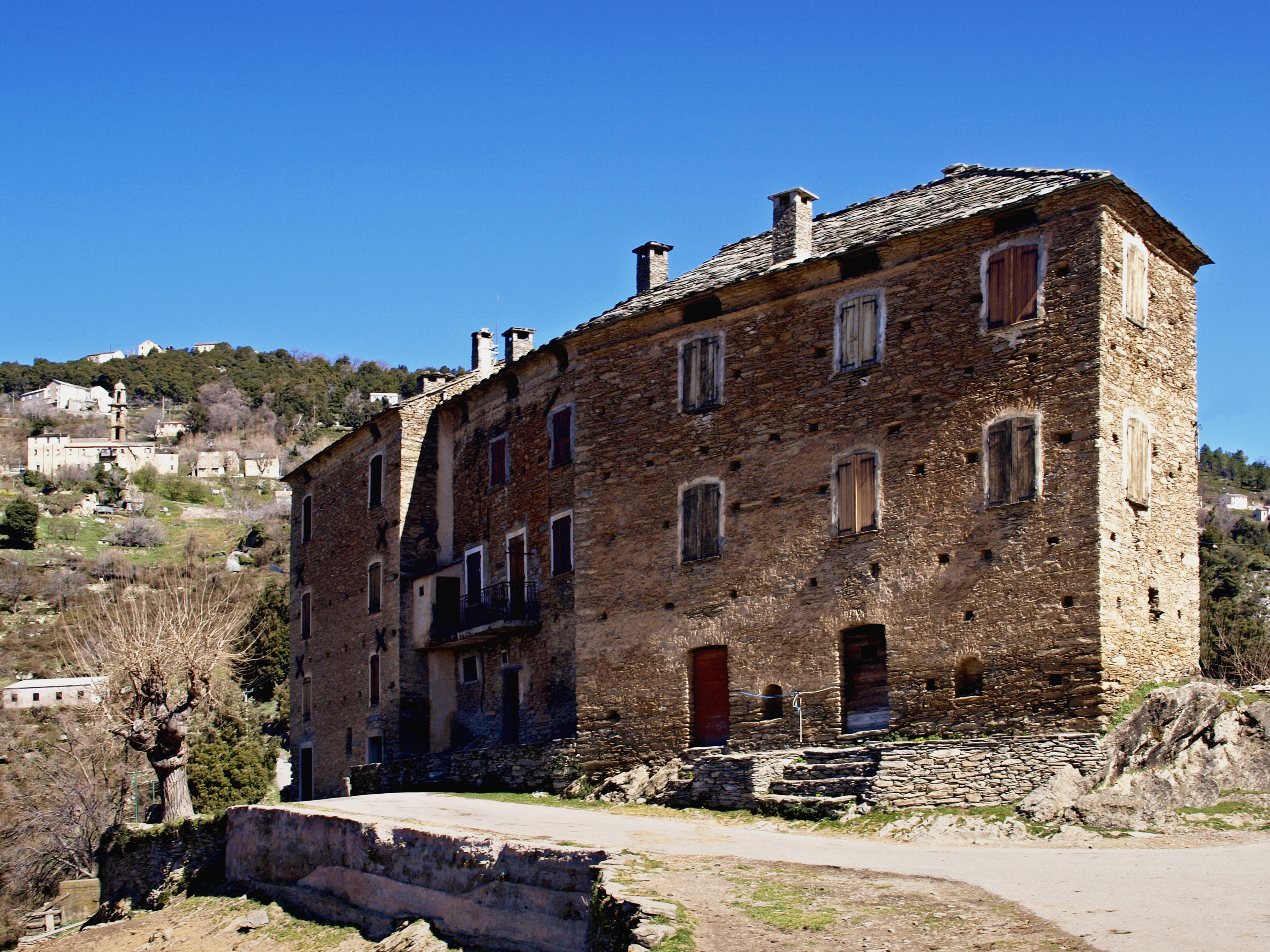
Sevasi.
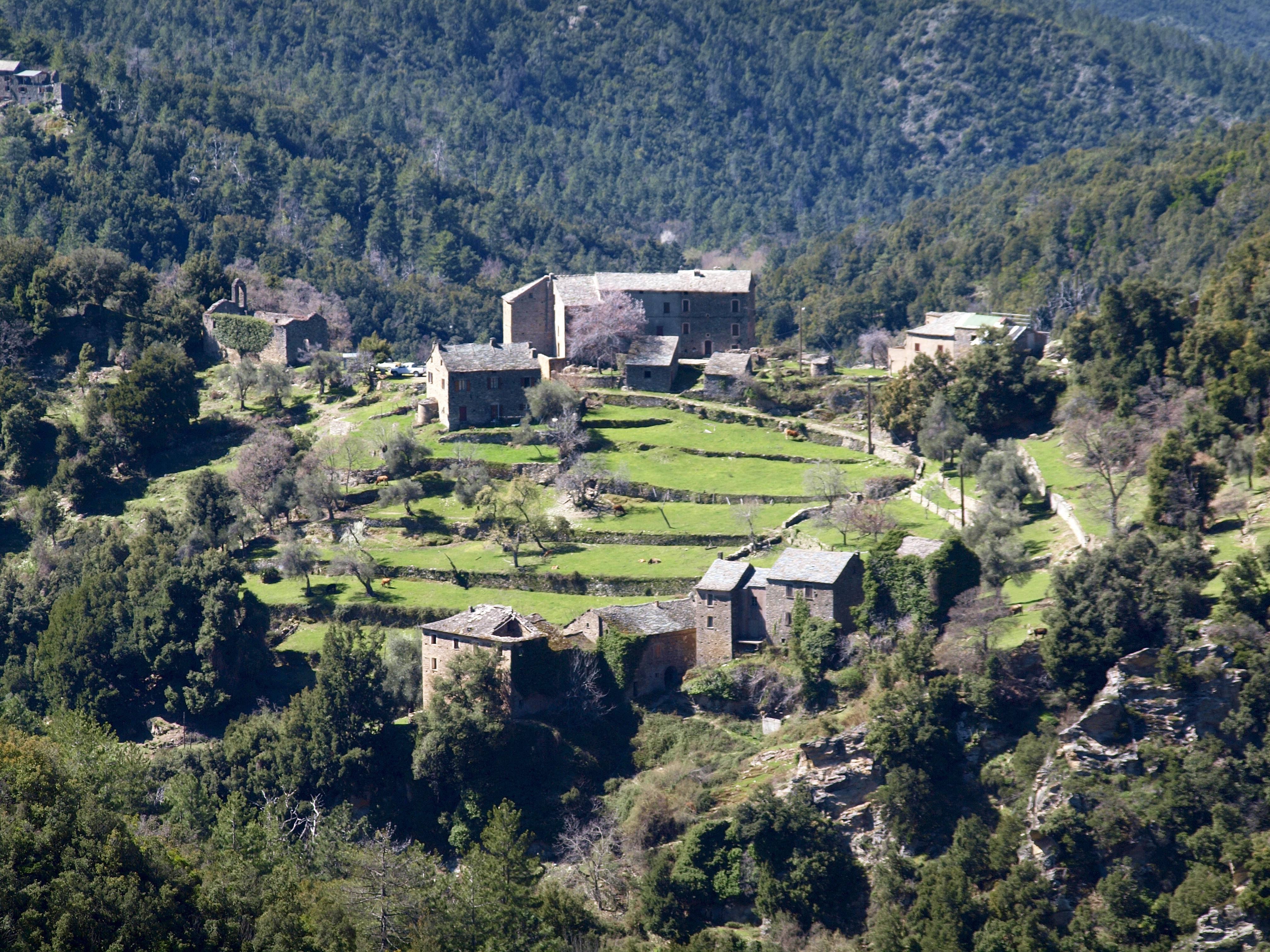
Sevasi-Taponzoli.

### Ponte-Leccia

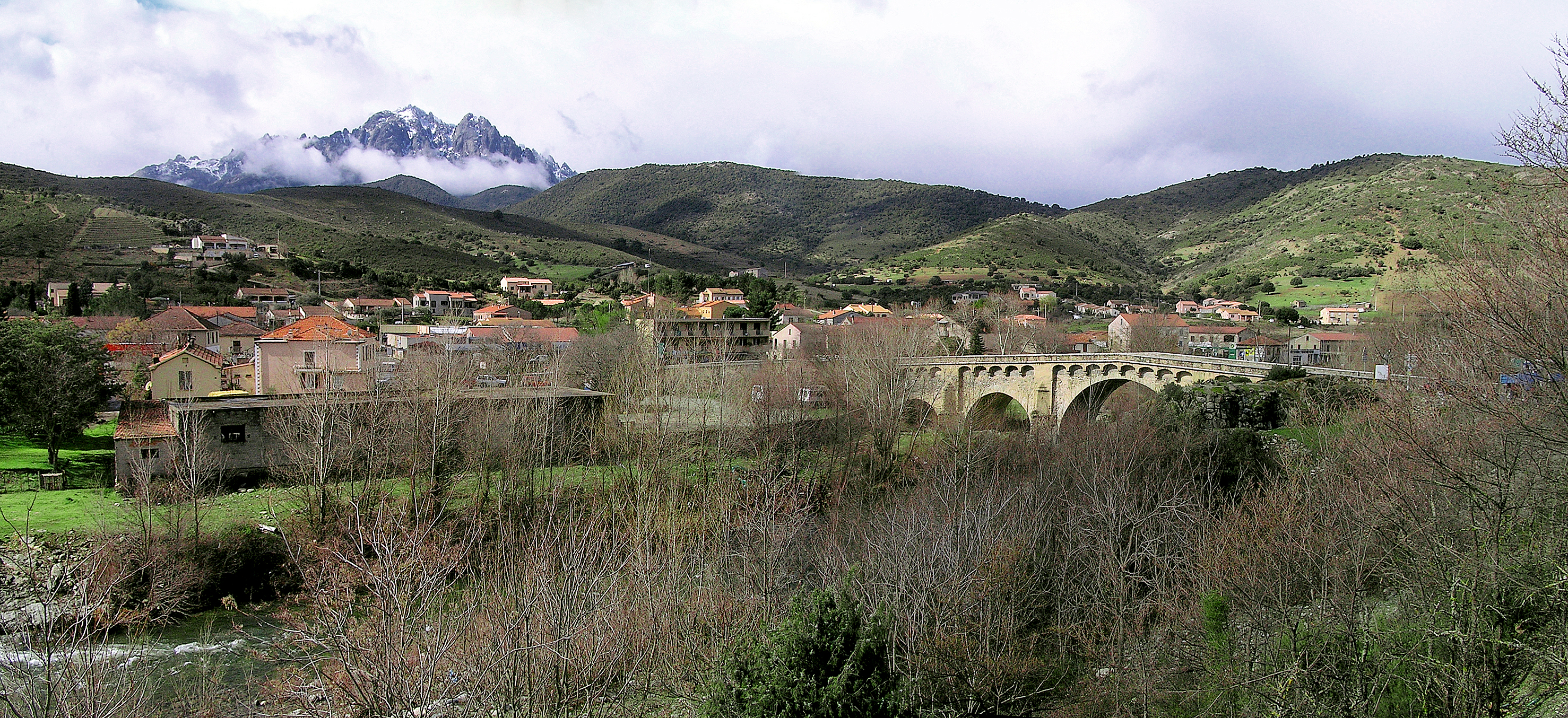
Ponte-Leccia vue générale.

C'est à Ponte-Leccia (U Ponte à a Leccia ou encore sans article Ponte a à Leccia) que se trouve l'intersection de deux des principales routes de l'île : les route territoriale 20 et route territoriale 30. De simple hameau il y a une trentaine d'années encore, Ponte-Leccia est devenu une ville. Carrefour routier et ferroviaire incontournable, la localité s'est considérablement développée ces dernières décennies. Commerces et lotissements nouveaux sont la preuve de la vitalité de cette agglomération nouvelle.

## Toponymie
En corse la commune se nomme Merusaglia.

## Histoire

### Préhistoire
Le site préhistorique de Rusumini situé au sommet de la colline du même nom (344 m) sur la commune de Castineta laisse à penser que le territoire voisin de l'actuelle commune de Morosaglia était occupé à l'époque.

### Antiquité
Avec le site de Santa Maria di Riscamone, Morosaglia présente les traces indéniables de l'occupation de son territoire actuel dans l'Antiquité.
Le village de Riscamone était implanté sur un ancien bourg romain. Les vestiges de Riscamone se trouve aujourd'hui sur la commune de Morosaglia alors que les ruines de Santa Maria di Rescamone sont sur la commune de Valle-di-Rostino. Des fouilles ont permis de mettre au jour les vestiges d'habitations antiques sur le site.
Le col de Riscamone (Bocca di Riscamone) « à cheval » sur Valle-di-Rostino et Morosaglia, était traversé par une voie romaine reliant le centre de la Corse à l’est.

### Moyen Âge
Au XIe siècle, la piève de Rostino dépendait des marquis de Massa di Corsica dont leur château était à U Pinzu (actuel commune de Castello-di-Rostino) dont le pouvoir s'étendait sur tout l'« en deçà-des-Monts ». En 1250, malgré leur appauvrissement lié aux luttes menées contre leurs vicomtes, anciens vassaux en révolte, il leur restait encore une grande partie des terres dont les châteaux de Rostino.
C'est à cette époque que sont construites des chapelles pré-romanes dont l'église Santa Reparata.

### Temps modernes
Au XVIe siècle, vers 1520, Castello-di-Rostino qui comptait environ 3 250 habitants, faisait partie de la piève de Rostino dans l'ancien diocèse d'Accia. Les lieux habités étaient : Saliceto, Vicinato, lo Borgo, Chiamachie, Gavignani, la Petragrossa, Castineta, Sevasi, la Terchina, la Fogatella, la Brocca, Casa Pitti, Tarlagia, lo Collo, Grate, la Valle, Frasso, Pastorechia, le Balleciasce, Piano, Caniolo, Petralata, lo Vignale, Mileto, Bisinchi, Lesca.
La piève de Rostino relevait religieusement de l'évêché de Mariana qui était établi à Bastia depuis 1570, à cause de la permanente menace barbaresque. La communauté de Riscamone depuis longtemps disparue, était le centre de la piévanie (il titolare di tutta la pieve di Rostino). L'église piévane Santa Reparata de Morosaglia a été l'église paroissiale jusqu’aux environs de 1935. Civilement, la piève de Rostino relevait de la juridiction de Bastia.
Au début du XVIIIe siècle, dans un rapport demandé par Gênes, Francesco Maria Accinelli a écrit : Pieve di Rostino : Pastorecchia con 6 ville, 326. Savinaccie con 5, 360. Castineta con 2, 250. Valle, Grati, Casapiti, Ferlaggia e Rischiamone 315. Saliceto e Vicinato 172. Bisinchi con 4 ville 334. Sevasi, Brocca, e Casanova 1 757. Morosaglia 399.
La pieve joua un grand rôle dans la révolte des Corses contre l'occupant génois (1729-1769).
Morosaglia garde des traces de l'occupation génoise : tour dans le village, pont génois à Ponte-Leccia.
Pasquale Paoli fils de Hyacinthe Paoli général en chef de la nation corse, y naquit le 6 avril 1725 au hameau de Stretta.
En 1789, la Corse fait partie du royaume de France. Avec la Révolution française, est créé en 1790 le département de Corse, puis en 1793, celui de El Golo (l'actuelle Haute-Corse). La commune portait le nom de Morosaglia (An II). En 1801 on retrouve le même nom au Bulletin des lois.
La piève de Rostino devient en 1790 le canton de Rostino. En 1828, ce dernier devient canton de Morosaglia avant de devenir en 1973, le canton de Castifao-Morosaglia.

### Époque contemporaine
- 1954 : le canton de Morosaglia est composé avec les communes de Bisinchi, Castello-di-Rostino, Castineta, Gavignano, Morosaglia, Saliceto et Valle-di-Rostino. Cette année, la commune comptait 1 131 habitants.
- 1971 - 1973 : le canton de Castifao-Morosaglia est créé avec la fusion imposée des anciens cantons de Castifao et Morosaglia.

## Politique et administration

### Liste des maires
| Période                                  | Période  | Identité           | Étiquette | Qualité  |
| ---------------------------------------- | -------- | ------------------ | --------- | -------- |
| avant 1988                               | ?        | Pancrace Francisci |           |          |
| mars 2001                                | En cours | Vincent Cognetti   | DVG       | Retraité |
| Les données manquantes sont à compléter. |          |                    |           |          |

## Population et société

### Démographie
L'évolution du nombre d'habitants est connue à travers les recensements de la population effectués dans la commune depuis 1800. Pour les communes de moins de 10 000 habitants, une enquête de recensement portant sur toute la population est réalisée tous les cinq ans, les populations de référence des années intermédiaires étant quant à elles estimées par interpolation ou extrapolation. Pour la commune, le premier recensement exhaustif entrant dans le cadre du nouveau dispositif a été réalisé en 2008.

En 2022, la commune comptait 961 habitants, en évolution de −12,64 % par rapport à 2016 (Haute-Corse : +5,15 %, France hors Mayotte : +2,11 %).
| 1800 | 1806 | 1821 | 1831 | 1836 | 1841 | 1846 | 1851 | 1856 |
| ---- | ---- | ---- | ---- | ---- | ---- | ---- | ---- | ---- |
| 433  | 774  | 940  | 449  | 793  | 807  | 908  | 903  | 900  |

| 1861 | 1866 | 1872 | 1876 | 1881  | 1886  | 1891  | 1896  | 1901 |
| ---- | ---- | ---- | ---- | ----- | ----- | ----- | ----- | ---- |
| 876  | 891  | 913  | 939  | 1 057 | 1 006 | 1 049 | 1 039 | 957  |

| 1906 | 1911 | 1921 | 1926 | 1931 | 1936  | 1946  | 1954  | 1962 |
| ---- | ---- | ---- | ---- | ---- | ----- | ----- | ----- | ---- |
| 880  | 867  | 923  | 892  | 973  | 1 091 | 1 018 | 1 131 | 550  |

| 1968 | 1975 | 1982 | 1990 | 1999  | 2006  | 2008  | 2013  | 2018 |
| ---- | ---- | ---- | ---- | ----- | ----- | ----- | ----- | ---- |
| 694  | 750  | 854  | 883  | 1 008 | 1 058 | 1 072 | 1 160 | 986  |

| 2022 | - | - | - | - | - | - | - | - |
| ---- | - | - | - | - | - | - | - | - |
| 961  | - | - | - | - | - | - | - | - |

### Enseignement
La commune est dôtée de deux écoles primaires : la Scola Paoli, l'école primaire publique Pascal Paoli au village, et un groupe scolaire à Ponte-Leccia. Le collège le plus proche est à Moltifao.

### Santé
Deux médecins ont leur cabinet à Ponte-Leccia. Du village, les plus proches hôpitaux sont :
- le Centre hospitalier intercommunal Corte-Tattone à 35 km,
- le Centre hospitalier de Bastia à 50 km.

### Cultes
Il y a deux lieux de culte catholique relèvant du diocèse d'Ajaccio :
- au village de Morosaglia, l'église paroissiale San Francescu ;
- à Ponte-Leccia, l'église du Sacré-Cœur.

## Culture locale et patrimoine

### Lieux et monuments
- Monument aux morts, à l'entrée ouest du village, face et en contrebas de la statue de Pascal Paoli.
- Statue de Pascal Paoli, érigée en 1953 à l'entrée ouest du village
- Ensemble du bâti ancien des hameaux Sevasi, Taponzoli et Terchini avec les remarquables Case Romane.

#### Pont sur le Golo à Ponte-Leccia

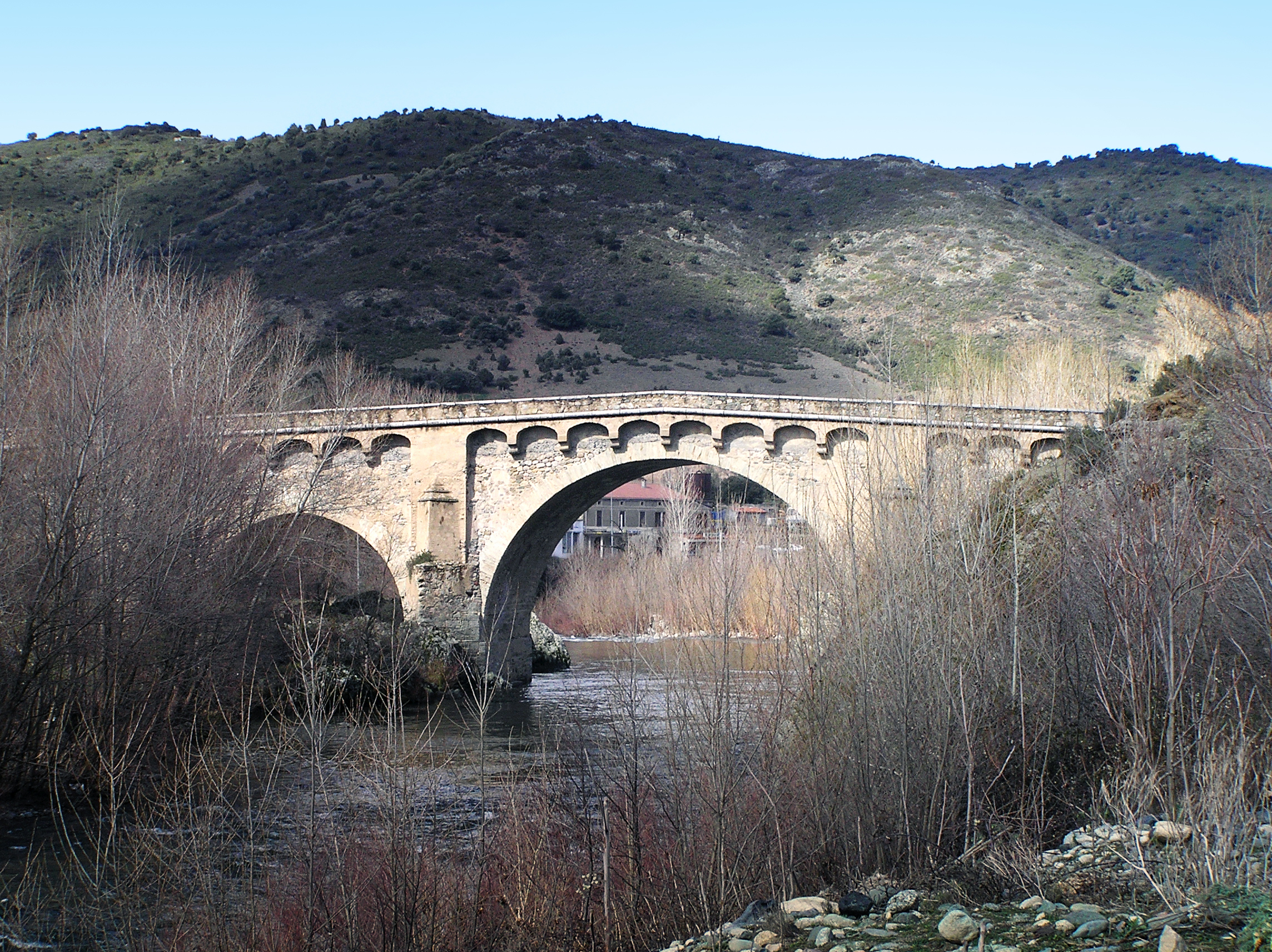
Ponte à Golu.

Ponte à Golu, pont génois à dos-d'âne à cinq arches sur le Golo au hameau Ponte-Leccia, date des XVIIe et XVIIIe siècles. Il a remplacé un pont construit au Moyen Âge. Il est inscrit Monument historique par arrêté du 18 juin 1928.
En raison de la circulation importante de la RN 193, le pont a été élargi en encorbellement avec des petites arches en consoles sur les côtés, (visibles sur la photo), mais celui-ci a gardé son style.

#### Maison natale de Pascal Paoli
C'est une grosse bâtisse de plan carré à deux étages et combles, recouverte de lauzes, située au hameau de Stretta. Le rez-de-chaussée est en partie occupé par le tombeau du général, la chapelle mortuaire du Babbu. Elle abrite aujourd'hui le Musée Pascal-Paoli.
Le bâtiment est inscrit Monument historique par arrêté du 28 avril 1975.

#### Couvent Saint-François
U Cunventu (à prononcer comme "coun'-bain-tou"), couvent franciscain, édifice communal au hameau Cunventu. U Cunventu abrita "A Scola Paoli" (fondée par le testament de Pascal Paoli) : école primaire et un cours complémentaire qui furent célèbres, drainant des élèves de toute la Castagniccia. Aujourd'hui, le collège est à Moltifao, et l'actuelle Scola Paoli est un petit bâtiment neuf bâti en face du Cunventu. U Cunventu di Merusaglia est un bel exemple d'architecture des couvents franciscains qui couvraient la Corse. Son long usage pour A Scola Paoli n'a pas altéré son état primitif et il est resté pratiquement intact, ce qui est rarissime. Le couvent est en cours de restauration. Pour raison de sécurité, il n'est pas hélas visitable actuellement.
La construction du couvent de Mineurs Observantins s'échelonne de 1622 à 1699 et se termine en 1705 avec l'adjonction du clocher. Il est un lieu de mémoire en raison des séjours qu'y ont fait Pascal Paoli et son frère Clément.

#### Église paroissialeSaint-François d'Assise
L'église conventuelle attenante, l'église paroissiale San Francescu (Saint-François d'Assise), propriété de la commune, est inscrite Monument historique par arrêté du 4 août 1992. Elle abrite les tombeaux de Clemente Paoli, et de Alfieru Elaminiu Pulidori. Elle renferme un tableau Chemin de croix, peinture sur toile 60x80 datée du XVIIIe siècle, classée Monument historique.

#### Autres patrimoines religieux
- Chapelle Sant' Andria ruinée, au hameau Sevasi.
- Chapelle de l'Annonciation dite l'Annunziata au hameau Terchini, probablement romane. Elle renferme un triptyque La Vierge allaitant l'Enfant entre saint Pierre et sainte Réparate, Dieu le Père, L'Annonciation, Six saints et saintes, Apôtres, œuvre datée du 2e quart XVIe siècle, classée Monument historique[22].
- Chapelle du Mont-Carmel au hameau de Rocca Soprana.
- Église du Sacré-Cœur au cœur de l'agglomération de Ponte Leccia.
- Chapelle Saint-Martin à Ponte Leccia.

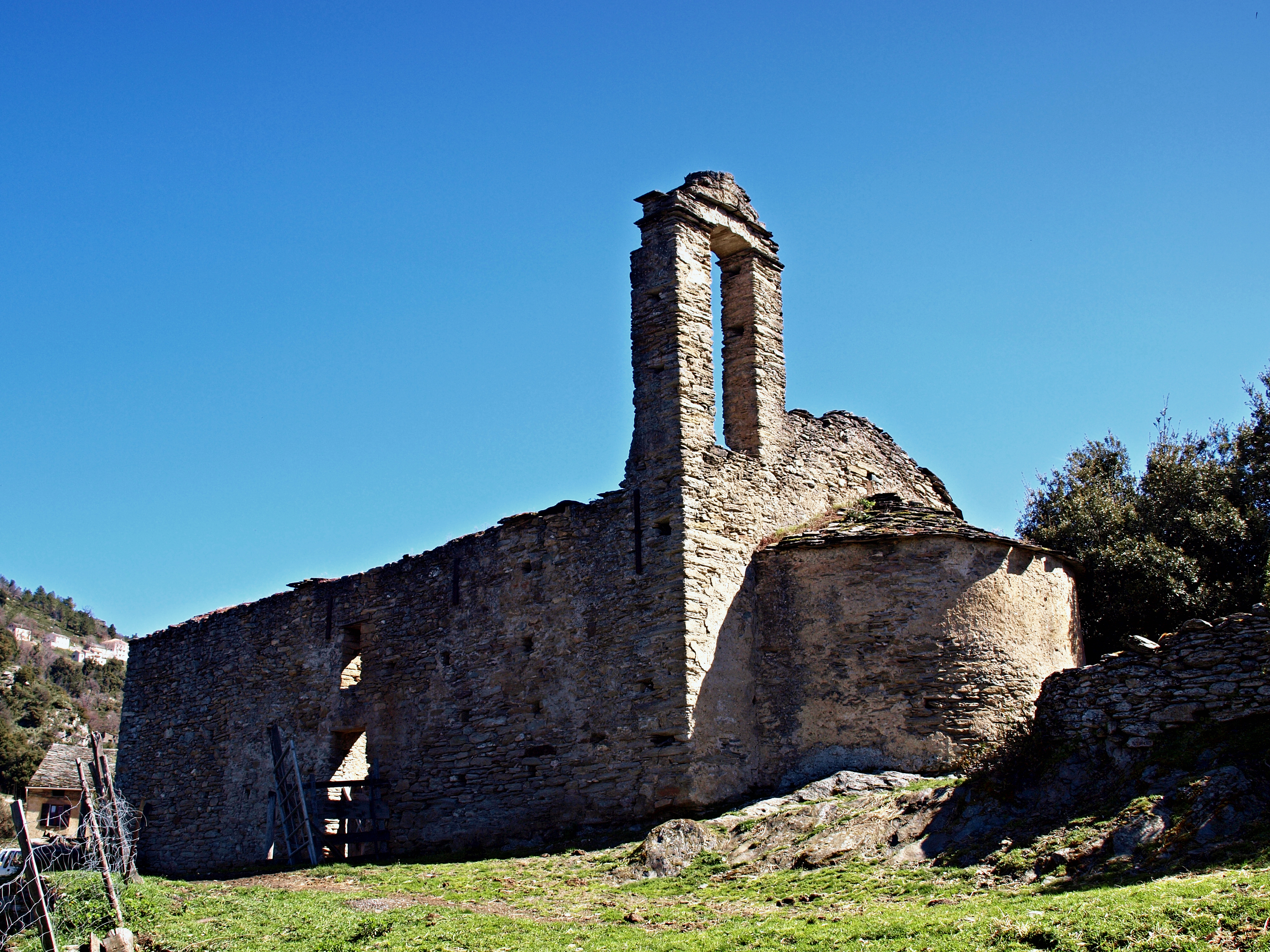
Chapelle Sant' Andria.
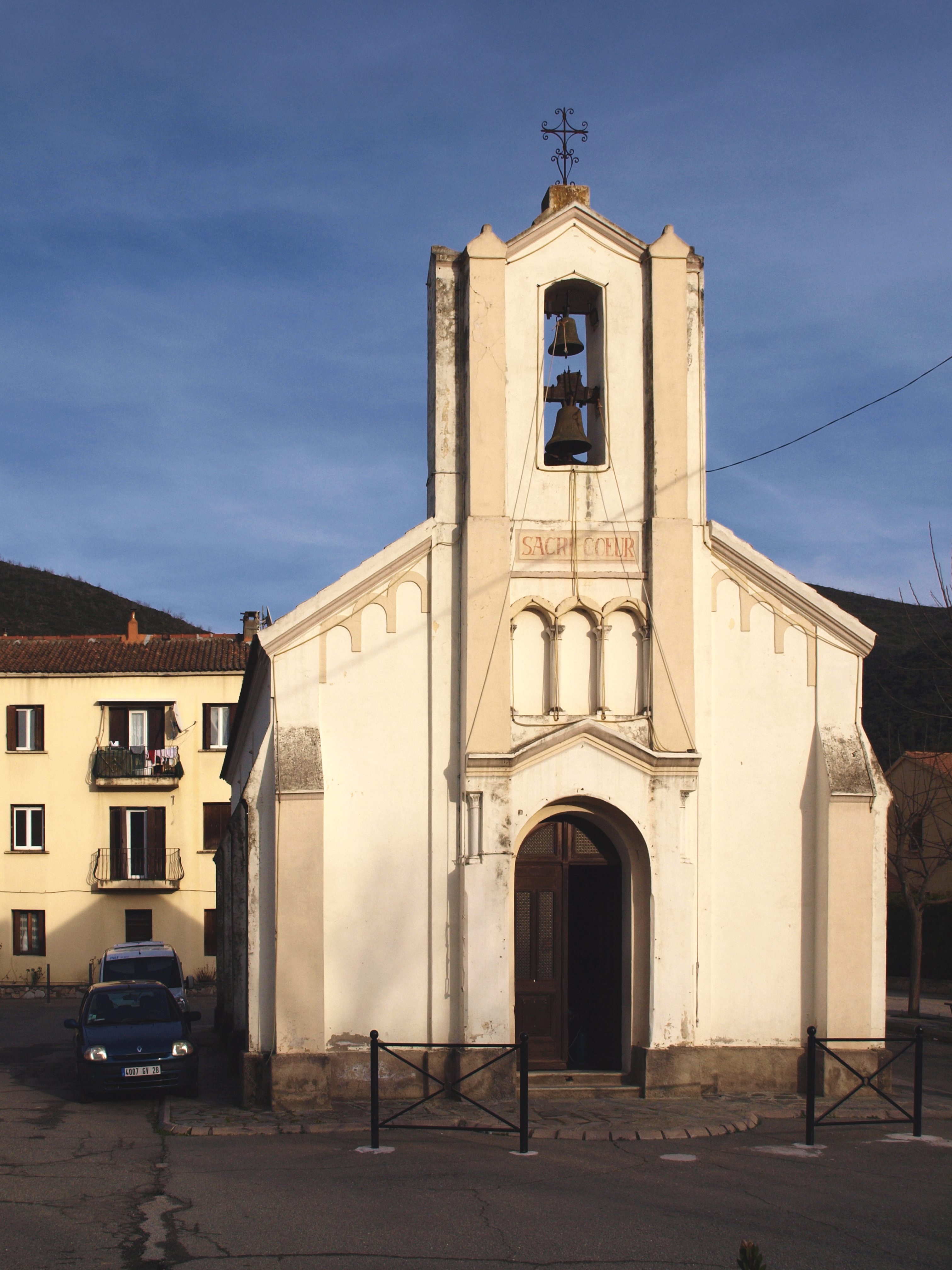
Chapelle du Sacre-Cœur à Ponte Leccia.
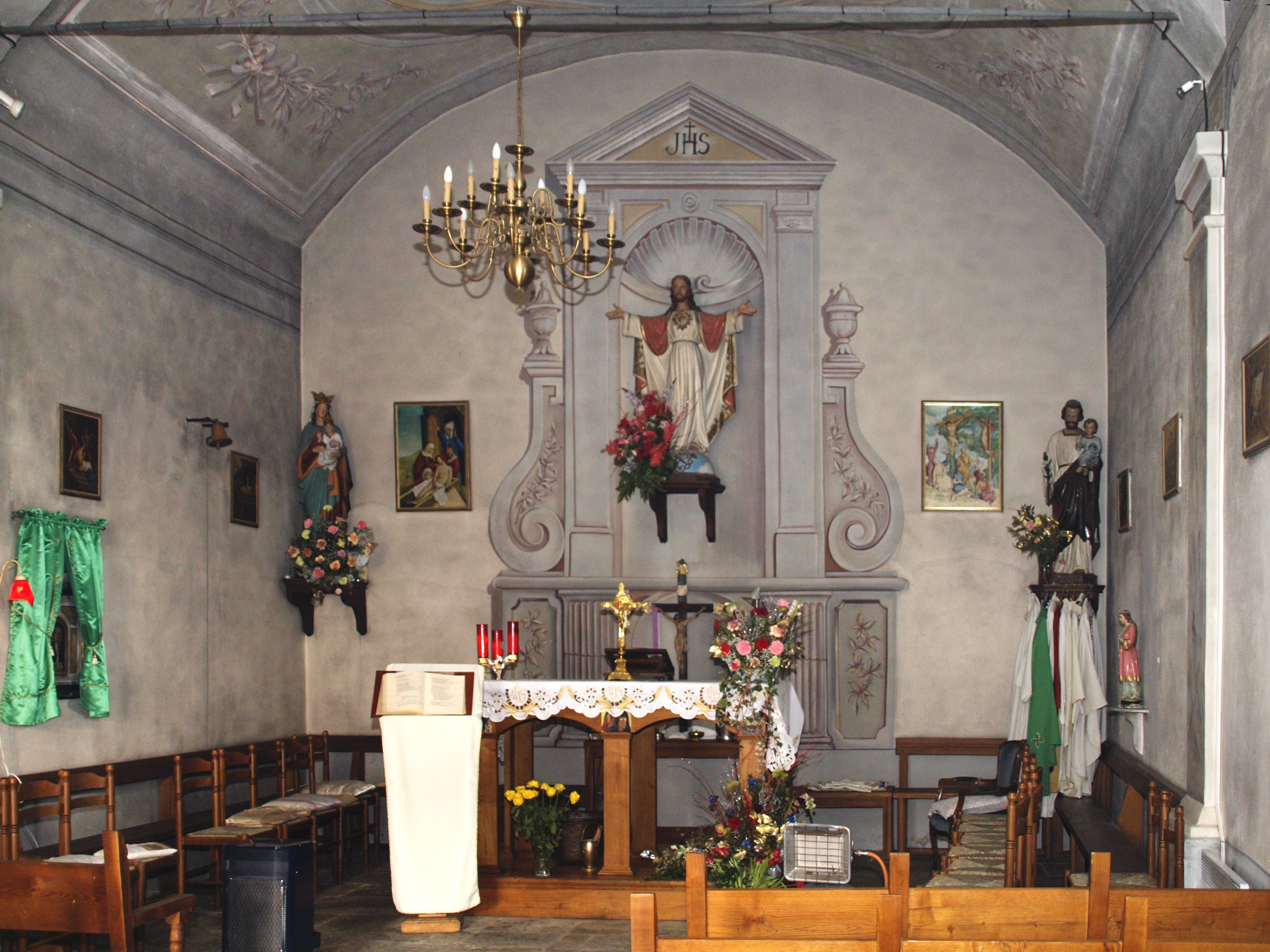
Intérieur de la chapelle du Sacré-Cœur.

### Patrimoine culturel

#### Usine d'acide gallique
Cet établissement industriel a été construit en 1928 au lieu-dit Cherchio à Ponte Leccia.
Modernisée au cours des années 1930, l'usine est dotée entre autres d'atomiseurs. En 1938, l'exploitant, la "Société Anonyme des Tanins Corses" sous la direction de Guy Fardet, emploie plus de 100 personnes auxquelles s'ajoutent des bûcherons, des forestiers et des transporteurs et fabrique près de 3 000 tonnes d'acide gallique exportées vers les ports de Londres et de Liverpool.
Cet établissement industriel désaffecté est repris à l'Inventaire général du patrimoine culturel, dossier versé le 10 août 2006.

#### Mine de cuivre dite mine de cuivre de Ponte Leccia
Les vestiges de la mine qui a été exploitée dans la deuxième moitié du XIXe siècle, sont situés en partie sur la commune de Canavaggia, sont repris à l'Inventaire général du patrimoine culturel  dossier versé le 10 août 2006.
La mine a employé jusqu'à seize personnes (12 ouvriers et 4 femmes pour le triage) en 1901.

### Patrimoine naturel

#### ZNIEFF
Morosaglia est concernée par quatre ZNIEFF de 2e génération :
Châtaigneraies et bois des versants sud du massif du San Petrone
La zone a une superficie de 5 550 ha et concerne 23 communes. Elle comprend les formations boisées de la Castagniccia occidentale et du Bozio, composées de châtaigneraies de chênaies (chênes verts et chênes blancs), d'aulnaies cordés, et de boisements épars de résineux aux environs de Morosaglia.
Grotte de Pietralbella, Tourbière Moltifao, Chênaie verte
La ZNIEFF 940004186 d'une superficie de 1 723 ha concerne six communes. Elle comprend la grotte de Pietralbella découverte en 1932, la tourbière de Moltifao qui se situe dans le sillon central séparant la Corse cristalline de la Corse alpine, et la chênaie verte de Piedigriggio.
Hêtraies du massif du San Petrone
La forêt de San Pietro d'Accia est divisée en deux massifs, l'un au nord, concernant La Porta, qui s'étend du col de Prato (985 mètres) jusqu'au sommet du San Petrone (1 767 mètres), point culminant de la Castagniccia, et l'autre au sud qui comprend les crêtes et les versants boisés entre le Monte Calleruccio (1 484 mètres) et la Punta di Caldane (1 724 mètres). Cette forêt communale, soumise au régime forestier, est exploitée localement pour le bois de chauffage.
La zone d'une superficie de 1 887 ha fait l'objet de la fiche ZNIEFF 940004200 - Hêtraies du massif du San Petrone.
Landes et pelouses sommitales du massif du San Petrone
La zone d'une superficie de 1 380 ha concerne 19 communes. Elle comprend trois unités distinctes, distribuées du nord au sud sur les crêtes du massif de San Petrone. Castello-di-Rostino se situe dans l'unité au nord du col de Prato où l'on trouve un ensemble de plateaux sommitaux et de croupes à faible pente qui culminent au Monte Compoli à 1 236 mètres.

### Personnalités liées à la commune

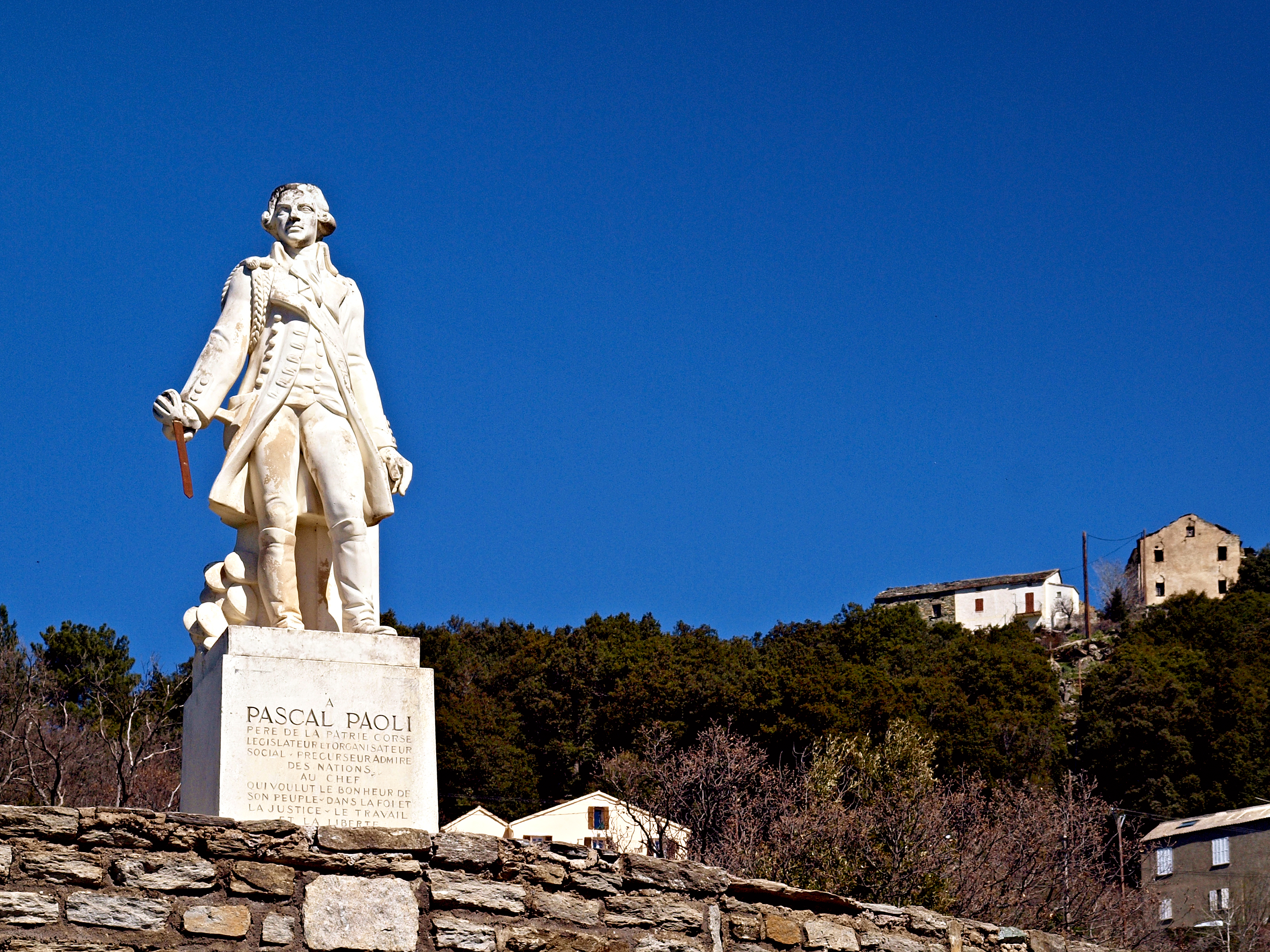
Pascal Paoli.

- Hyacinthe Paoli (Ghjacintu Paoli) (Merusaglia 1678 - Napuli 1763). Général en chef de la nation corse. Orateur et poète. Il avait, dès 1735, organisé la révolte contre Gênes. Le roi Théodore l’avait fait Premier Ministre et Grand Trésorier. Après que les Français commandés par Maillebois aient soumis les Corses, les chefs patriotes sont condamnés à l’exil. Ghjacintu s’en va à Naples, emmenant avec lui le second de ses enfants, Pasquale (1739). Bonfigliu Guelfucci a écrit que Ghjacintu était le plus brillant et le plus actif des défenseurs de la patrie. Qu’il ne soit pas revenu en Corse lorsque son fils fut mis à la tête de la Nation, reste un mystère.
- Pascal Paoli (Pasquale Filippu Antone Paoli) (Stretta di Merusaglia 5 avril 1725 - Londres 1807). Le père du patriotisme corse. Fils de Ghjacintu et de Diunisa née Valentini. Général en chef de la Nation corse (1755-1769). Quitte la Corse pour un premier exil en Angleterre (1769-1790). Il accepte la Révolution française et la politique des assemblées Constituante et Legislative (1790-1793). Inculpé et persécuté par la Convention, il accepte la protection de la Grande-Bretagne (1794). Quitte la Corse pour un deuxième exil (1795-1807).
- Clément Paoli (Merusaglia 1711? - Corti 1794). Frère de Pascal. De grande foi religieuse, mais batailleur, c’était, selon l’Anglais Burnaby, un "gentleman". Élu au Conseil supérieur après l’assassinat de Gaffori (1753), il demande à Pascal de rentrer en Corse. Après la défaite de Pontenovu, il s’exile en Toscane au couvent de Valombrosa (1769-1790).
- Pietro Della Rocca. Observantin né à Merusaglia. Auteur de Istoria serafica della provincia osservante di Corsica.
- Philippe Bassoul (Morosaglia 1835 - Aiacciu 1895). Peintre décorateur.
- Ange Tibéri
- Ignace Colombani (1908-1988). Gouverneur de la France d’Outre-Mer. Gouverneur du Niger, de l'Oubangui et du Tchad (1951-1956, Liste des administrateurs coloniaux au Tchad). Lexicographe, journaliste à la revue « U Muntese » sous le pseudonyme "Petru u muntagnolu". Président de l’association culturelle Lingua Corsa. Poète (« Rime di Rustinu »). Écrivain des « Ricordi » (ed. Muntese), où il raconte ses souvenirs d’enfance à Merusaglia. Il y immortalise, avec talent et tendresse, les célébrités du village, tel Prete Colonna, dit Pulverinu.
- Julien Giovannetti (1914-1966). Ténor baryton-basse à l'Opéra de Paris, spécialiste de Mozart, originaire du hameau de la Rocca Suprana où se trouve toujours sa maison.

### Héraldique
| Blason de Morosaglia | Blason  | Un dextrochère armé brandissant une épée posée en barre. |
| Blason de Morosaglia | Détails | Une couleur n'est pas précisée dans le blasonnement ci-dessus. Veuillez faire apparaître la couleur inconnue en blanc (table d'attente) et l'argent en gris. Armes de Pascal Paoli, natif de la commune, et qui portait pour armes : D'azur au dextrochère armé d'argent tenant une épée du même, garnie d'or. Le statut officiel du blason reste à déterminer. |